# Внешняя политика Европейского союза
Между странами-членами Европейского союза наблюдается высокая степень интеграции, однако пока ещё внешняя политика имеет межгосударственный характер. Все 27 стран-членов контролируют свои международные отношения в значительной степени. Однако Союз приобретает всё больший политический вес в качестве единого политического блока, и существуют попытки единогласно выступать по разным политическим вопросам, особенно в области торговли и энергетики. Должность Верховного представителя Союза по иностранным делам и политике безопасности персонифицирует данную роль.

## Политика и политики
Внешняя политика Европейского союза осуществляется либо посредством Общей внешней политики и политики безопасности под руководством Европейского совета, либо путём международных экономических переговоров, проводимых Европейской комиссией. Ведущим дипломатом ЕС в обеих областях является Верховный представитель Жозеп Боррель. Часть оборонного сотрудничества происходит в рамках Общей политики безопасности и обороны.

## Дипломатические представительства

### История
Высший руководящий орган Европейского объединения угля и стали (ЕОУС), предшественника Европейского Союза, открыл своё первое представительство в Лондоне в 1955 году; три года спустя не европейские страны начали аккредитовать свои представительства в Брюсселе при этом Объединении. США с самого начала были горячими сторонниками ЕОУС, и госсекретарь США Дин Ачесон направил Жану Монне письмо от имени президента Трумэна, подтверждающее полное дипломатическое признание ЕОУС со стороны США. Вскоре после этого в ЕОУС был аккредитован посол США, который возглавил второе зарубежное представительство для установления дипломатических отношений с институтами Сообщества.
Количество делегаций начало расти в 1960-х годах после слияния исполнительных органов трёх Европейских сообществ (и объединений) в единое Сообщество. До последнего времени некоторые государства проявляли сдержанность в признании полного статуса дипломатического представительства делегаций ЕС. Статья 20 Маастрихтского договора требует, чтобы делегации и дипломатические представительства стран-членов «сотрудничали в обеспечении того, чтобы выполнялись все общие позиции и совместные действия, принятые Советом».
В рамках процесса создания Европейской службы внешнеполитической деятельности, предусмотренной Лиссабонским договором, 1 января 2010 года все бывшие делегации Европейской Комиссии были переименованы в делегации Европейского Союза и до конца месяца 54 делегаций были преобразованы в дипломатические представительства, которые имеют более высокие полномочия, чем обычные делегации. Эти обновлённые делегации взяли на себя функции, ранее осуществляемые национальным посольством Государства-председателя Совета Европейского союза и объединились с независимыми делегациями Совета по всему миру. Благодаря этому делегации ЕС взяли на себя функцию координации национальных посольств и представления интересов ЕС в целом, а не только Европейской Комиссии.
Первая обновлённая делегация расположилась в Вашингтоне, округ Колумбия. Новым объединённым европейским послом стал Жоао Вале де Альмейда, который подчеркнул свои новые полномочия как представителя председателей Европейской Комиссии и Европейского Совета, и государств-членов ЕС. Он будет представлять ЕС по вопросам, по которым была достигнута единая позиция, но в остальном, по двусторонним вопросам, он не будет брать на себя полномочия национальных послов. Предполагается, что все делегации будут преобразованы к концу 2010 года. Некоторые государства могут предпочесть для своей работы новые делегации ЕС и закрыть некоторые свои небольшие национальные посольства, однако Франция заявила, что будет поддерживать собственную сеть дипломатических представительств во всем мире.

### Расположения представительств
Обычно ЕС направляет своих делегатов только в столицы государств, не входящих в Европейский Союз, и в города с многосторонними государственными органами. Представительства ЕС работают отдельно от представительств государств-членов, однако в некоторых случаях они могут использовать общие ресурсы и средства. В Абудже они используют одно здание вместе с некоторыми послами государств-членов ЕС. В дополнение к делегациям третьих стран Европейская Комиссия имеет своё представительство в каждом из государств-членов.
До создания Европейской службы внешнеполитической деятельности согласно Лиссабонскому договору Совет Европейского союза имел отдельные делегации в Организации Объединённых Наций в Нью-Йорке, в Африканском союзе и в Афганистане, в дополнение к местным делегациям Европейской Комиссии. В течение 2010 года они были преобразованы в единые делегации Европейского Союза.

### Представительства стран ЕС
Страны-члены ЕС имеют свои собственные дипломатические представительства, в дополнение к общим делегациям ЕС. С другой стороны в дополнение к дипломатическим представительствам третьих стран Европейская Комиссия имеет собственные представительства в каждом из стран-членов ЕС. Там, где делегации ЕС не приняли полные обязанности по Лиссабонскому договору, национальное посольство государства-председателя Совета Европейского союза выполняет функции представителя общей внешней политики и политики безопасности, а делегации ЕС (ранее Комиссии) представляют только Европейскую Комиссию.
Представительства стран ЕС имеют определённые обязательства по отношению к коллегам по ЕС. Консульства обязаны поддерживать граждан из других государств ЕС за границей, если те не имеют своих консульств в данной стране. Кроме того, если одна страна ЕС делает запрос другой о помощи своим гражданам в чрезвычайных ситуациях, то та обязана помочь. Примером может быть эвакуация, при которой представительства стран ЕС должны помогать гражданам стран ЕС.
Ни одна страна ЕС не имеет своих дипломатических представительств в следующих странах: Багамские Острова, Бутан (но есть офис связи Дании), Доминика, Гренада, Кирибати, Либерия (но есть офис ЕС), Лихтенштейн, Мальдивы, Маршалловы Острова, Федеративные Штаты Микронезии, Науру, Сент-Китс и Невис, Палау, Самоа (но есть офис ЕС), Сомали, Свазиленд (но есть офис ЕС), Тонга, Тувалу, Мальтийский орден, и частично признанных странах: Сахарская Арабская Демократическая Республика, Китайская Республика (Тайвань, но есть 17 недипломатических офисов). Европейская Комиссия также не имеет своих делегаций и офисов в большинстве из указанных стран (за исключением прокомментированных в скобках).
Следующие страны имеют только одно дипломатическое представительство стран ЕС: Антигуа и Барбуда (Великобритания), Барбадос (Великобритания, делегация ЕС), Белиз (Великобритания, делегация ЕС), Центральноафриканская Республика (Франция, делегация ЕС), Коморы (Франция), Джибути (Франция, делегация ЕС), Гамбия (Великобритания, делегация ЕС), Гайана (Великобритания, делегация ЕС), Лесото (Ирландия, делегация ЕС), Сент-Винсент и Гренадины (Великобритания), Сан-Марино (Италия), Сан-Томе и Принсипи (Португалия), Соломоновы Острова (Великобритания), Восточный Тимор (Португалия, делегация ЕС), Вануату (Франция, делегация ЕС). Европейская Комиссия также не имеет своих делегаций и офисов в большинстве из указанных стран (за исключением прокомментированных в скобках).

## Дипломатические отношения

### Африка и Средний Восток
| Страна                      | Начало официальных отношений | Комментарий |
| --------------------------- | ---------------------------- | --- |
| Алжир                       |                              | Алжир стал независимым от Франции в 1962 году. Отношения регулируются соглашением об ассоциации 2002 года, кроме того Алжир является частью Союза для Средиземноморья. Экспорт ЕС в Алжир в 2009 году составил €14,6 миллиарда, а импорт — €17,3 миллиарда. |
| Кабо-Верде                  |                              | Основная статья: Кабо-Верде и Европейский союз |
| Египет                      | 1966                         | Соглашение об ассоциации 2004 года позволило увеличить объём торговли между Египтом и ЕС в два раза. Экспорт ЕС в Египт в настоящее время составляет €14,8 миллиарда, а импорт в ЕС из Египта — €7,2 миллиарда. В настоящее время ЕС для Египта является основным торговым партнером, а также партнером в рамках Союза для Средиземноморья.                                                                     |
| Ирак                        |                              | Основная статья: Ирак и Европейский союз |
| Иран                        |                              | Основная статья: Иран и Европейский союз |
| Израиль                     |                              | Основная статья: Израиль и Европейский союз |
| Иордания                    |                              | Основная статья: Иордания и Европейский союз |
| Ливан                       |                              | Основная статья: Ливан и Европейский союз |
| Ливия                       |                              | До гражданской войны ЕС и Ливия вели переговоры о сотрудничестве, которые в настоящее время заморожены. В ходе гражданской войны ЕС применяла санкции в отношении правительства Ливии, оказывала помощь оппозиции, а некоторые страны ЕС даже участвовали в военных действиях. |
| Марокко                     |                              | Основная статья: Марокко и Европейский союз |
| Государство Палестина       |                              | Основная статья: Государство Палестина и Европейский союз |
| Южно-Африканская Республика |                              | Основная статья: ЮАР и Европейский союз |
| Сирия                       |                              | Основная статья: Сирия и Европейский союз |
| Тунис                       |                              | ЕС является крупнейшим торговым партнером Туниса, который первым из средиземноморских государств подписал соглашение об ассоциации с ЕС и полностью его ратифицировал (создав зону свободной торговли). Он является членом Союза для Средиземноморья и подписал соглашение о механизме урегулирования споров с ЕС. Экспорт ЕС в Тунис в 2009 году составил €8,9 миллиарда, а импорт из Туниса — €7,9 миллиарда. |
| Йемен                       |                              | Основная статья: Йемен и Европейский союз |

### Америка
| Страна                    | Начало официальных отношений | Комментарий |
| ------------------------- | ---------------------------- | --- |
| Аргентина                 |                              | Основная статья: Аргентина и Европейский союз |
| Бразилия                  |                              | Основная статья: Бразилия и Европейский союз |
| Канада                    |                              | Основная статья: Канада и Европейский союз |
| Карибский регион          |                              | Независимые страны Карибского региона (а именно страны Карибского сообщества (CARICOM) + Доминиканская Республика) поддерживают отношения с Европейским Союзом в составе группы CARIFORUM в рамках Ломейской конвенции и Котонского договора. CARIFORUM является одной из трёх групп стран Африки, Карибского бассейна и Тихоокеанского региона (АКТ). CARIFORUM остаётся единственным регионом АКТ, который подписал с ЕС соглашение об экономическом партнерстве. Согласно этому соглашению ЕС проводит активные совместные парламентские ассамблеи АКТ-ЕС. |
| Куба                      |                              | Основная статья: Куба и Европейский союз |
| Латиноамериканский регион |                              | Европейский Союз развивает отношения с другими региональными организациями, такими как Андское сообщество и МЕРКОСУР, и планирует заключить соглашения об ассоциации с этими блоками с целью увеличения торговли, совместных научных исследований, развития демократии и прав человека. Чили и Мексика уже подписали соглашения об ассоциации с ЕС. ЕС предоставила финансовый пакет в 2,6 млрд евро для Латинской Америки, который также включал 840 млн евро для стран Центральной Америки. Основным форумом для развития отношений ЕС со странами Латинской Америки является саммит ЕС-Латино-Карибская Америка (ЕС-ЛАК), на который главы государств и правительств собираются каждые два года, начиная с 1999. |
| Гренландия                |                              | Гренландия является автономной территорией Дании, члена ЕС. И хотя она не входит в ЕС, всё же имеет тесные связи с ним. |
| Мексика                   |                              | Основная статья: Мексика и Европейский союз |
| США                       |                              | Основная статья: США и Европейский союз |

### Азиатско-тихоокеанский регион
| Страна              | Начало официальных отношений | Комментарий |
| ------------------- | ---------------------------- | --- |
| Австралия           |                              | Основная статья: Австралия и Европейский союз |
| Китай               |                              | ЕС является крупнейшим торговым партнером Китая, а Китай — вторым по размеру торговым партнером ЕС. Большая часть торговли приходится на промышленные и непродовольственные товары. Только в 2009—2010 годах экспорт ЕС в Китай увеличился на 38 %, а китайский экспорт в ЕС увеличился на 31 %. Однако существуют некоторые разногласия, например по правам человека и эмбарго ЕС на вооружение из Китая. |
| Индия               |                              | Индия была одной из первых стран, которые начали развивать отношения с Европейским Союзом. ЕС в настоящее время (2008?) является крупнейшим торговым партнером Индии, на который приходится 20 % индийской торговли. Однако на Индию приходится всего 1,8 % торговли ЕС, и 0,3 % европейских прямых иностранных инвестиций (хотя при этом ЕС всё ещё является крупнейшим инвестором Индии). В 2005 году объём торговли между ЕС и Индией вырос на 20,3 %. После 2022 г. ЕС обвиняет Индию в помощи в обходе санкций против России.                                              |
| Индонезия           |                              | Основная статья: Индонезия и Европейский союз |
| Япония              |                              | Основная статья: Япония и Европейский союз |
| КНДР                |                              | Основная статья: КНДР и Европейский союз |
| Республика Корея    |                              | Основная статья: Республика Корея и Европейский союз |
| Непал               |                              | Основная статья: Непал и Европейский союз |
| Пакистан            |                              | На долю ЕС приходится 20 % пакистанского экспорта, который достигает 3,4 млрд долл. (главным образом, текстильные и кожаные изделия), а экспорт ЕС в Пакистан составляет 3,8 млрд долл. (в основном механическое и электрическое оборудование, химическая и фармацевтическая продукция). |
| Филиппины           |                              | Европейский Союз и Филиппины имеют большие дипломатические, экономические, культурные и политические связи. ЕС предоставил Филиппинам 3 млн долл. для борьбы с бедностью и 6 млн долл. для борьбы с террористическими группами на юге Филиппин. ЕС также является третьим крупнейшим торговым партнером Филиппин. Приблизительно 31 961 европейцев (не считая испанцев) проживают на Филиппинах. |
| АСЕАН (организация) |                              | Ежегодно проводится форум ЕС с «АСЕАН Плюс Три» (Китай, Япония и Республика Корея). Однако в последнее время отношения ЕС с АСЕАН оставались достаточно натянутыми из-за присоединившейся к данной группе Мьянмы, которая подвергается давлению со стороны ЕС за нарушения прав человека со стороны военного режима. ЕС пригрозил бойкотировать встречу ЕС—АСЕАН во время председательства Мьянмы в АСЕАН, в итоге Мьянма отказалась от председательства. По состоянию на апрель 2007 года Европейская Комиссия занималась подписанием соглашения о свободной торговле с АСЕАН. |

### Европа и Центральная Азия
| Страна               | Начало официальных отношений | Комментарий |
| -------------------- | ---------------------------- | --- |
| Албания              |                              | Является кандидатом на присоединение к ЕС. |
| Андорра              |                              | Андорра сотрудничает с ЕС и использует в качестве национальной валюты евро, но не стремится к членству в ЕС. |
| Армения              | 1991                         | Основная статья: Армения и Европейский союз |
| Азербайджан          | 1991                         | Основная статья: Азербайджан и Европейский союз |
| Беларусь             | 1991                         | Беларусь находится в натянутых отношениях с ЕС, так как её называют единственной диктатурой, оставшейся на границах ЕС. |
| Босния и Герцеговина |                              | Босния и Герцеговина является потенциальным кандидатом на вступление в ЕС, которая выполнила соглашение об ассоциации. Является одной из немногих стран в западной части Балкан, которая всё ещё не подала официального заявления на вступление в ЕС, поскольку испытывает проблемы с интеграцией своих регионов. До сих пор находится под частичным контролем международного сообщества во главе с назначаемым ЕС Верховным представителем по Боснии и Герцеговине. |
| Фарерские острова    |                              | Основная статья: Фарерские острова и Европейский союз |
| Грузия               | 1991                         | Подписала Соглашения об Ассоциации в Брюсселе 27 июня 2014 года |
| Исландия             |                              | Исландия входит в Европейскую экономическую зону и Шенгенскую зону. Несмотря на то, что ранее Исландия была против вступления в ЕС, недавно она подала заявление в связи с коллапсом своей экономики. |
| Казахстан            | 1991                         | Основная статья: Казахстан и Европейский союз |
| Лихтенштейн          |                              | Лихтенштейн входит в Европейскую экономическую зону и Шенгенскую зону. |
| Северная Македония   |                              | Основная статья: Присоединение Македонии к Европейскому союзу |
| Молдова              | 1991                         | Основная статья: Молдавия и Европейский союз |
| Монако               |                              | Монако сотрудничает с ЕС в рамках Шенгенской зоны и использует евро в качестве национальной валюты. |
| Черногория           | 2006                         | Черногория подала заявку на вступление в ЕС вскоре после обретения независимости. |
| Норвегия             |                              | Норвегия входит в Европейскую экономическую зону и Шенгенскую зону. |
| Россия               |                              | Основная статья: Россия и Европейский союз |
| Сан-Марино           |                              | Сан-Марино сотрудничает с ЕС в рамках Шенгенской зоны и использует евро в качестве национальной валюты. |
| Сербия               |                              | Сербия является официальным кандидатом на вступление в ЕС, подав заявку на членство 22 декабря 2009 года. |
| Швейцария            |                              | Швейцария не участвует в ЕЭЗ, но сотрудничает со странами ЕС на основе двусторонних договоров, аналогичных ЕЭЗ, и входит в Шенгенскую зону. |
| Турция               |                              | Турция начала процесс вступления в ЕС в 1980-х годах. Несмотря на значительное сотрудничество, существует много противников членства Турции в ЕС. |
| Украина              | 1991                         | Подписала Соглашения об Ассоциации в Брюсселе 21 марта 2014 года |
| Узбекистан           | 1992                         | Основная статья: Узбекистан и Европейский союз |
| Ватикан              |                              | Ватикан, как уникальное государство, не участвует в большинстве проектов ЕС, но использует евро. |

#### Частично-признанные государства
| Страна        | Начало официальных отношений | Комментарий |
| ------------- | ---------------------------- | --- |
| Косово        | частичное признание с 2008   | Суверенитет Республики Косово не признан всеми членами ЕС, но она пытается подать заявку на членство.                                                |
| Северный Кипр | не признана                  | Суверенитет Северного Кипра не признан в ЕС, и существуют серьёзные разногласия по вступлению Кипра и Турции в ЕС. ЕС стремится к объединению Кипра. |

## Страны Африки, Карибского бассейна и Тихоокеанского региона
Страны Европейского союза сохраняют тесные связи со многими своими бывшими колониями. С момента подписания Римского договора ЕС развивает отношения со странами Африки, Карибского бассейна и Тихоокеанского региона (АКТ) в рамках сотрудничества АКТ-ЕС, в том числе совместной парламентской ассамблеи.
ЕС предоставляет значительную гуманитарную помощь странам АКТ: более 20 % помощи региону выделяется из бюджета ЕС или Европейского фонда развития (EDF).
В апреле 2007 года Европейская Комиссия предложила странам АКТ более широкий доступ на рынок ЕС: беспошлинный экспорт риса и беспошлинный и неквотированный экспорт сахара. Однако это вызвало недовольство Франции, которая вместе с другими странами хочет ужесточить данное предложение.
Кроме того, есть вопросы, касающиеся особых отношений между странами АКТ и Европейским Союзом после окончания Котонуского договора о партнёрстве в 2020 году. Страны АКТ начали анализировать эффективность отношений с Европейским Союзом. Независимые аналитические центры, такие как Европейский центр управления политикой развития (ECDPM), также представили различные сценарии развития отношений стран АКТ с Европейским Союзом.